# Atlético Independiente
Atlético Independiente es un club de fútbol hondureño con sede en Siguatepeque. Actualmente juega en la Liga de Ascenso de Honduras.

## Historia
El Atlético Independiente fue fundado el 12 de octubre de 1960 por Luis Méndez y Julio Zepeda. El club originalmente jugó en la Liga de Fútbol “Amado Sánchez”, una liga independiente en Siguatepeque, hasta 1979, cuando el club fue ascendido a Segunda División (ahora llamada Liga de Ascenso).
Desde ese año, Independiente es uno de los clubes más conocidos y respetados de la Liga de Ascenso. El club ha estado cerca de ascender a la Liga Nacional de Honduras en muchas ocasiones, la más cercana fue en 1990, donde perdió el partido de playoff ante Tela Timsa.
Fue el único equipo que jugó en todas las temporadas de la Liga de Ascenso hasta que en junio de 2017 fueron relegados a la Liga Mayor Hondureña, ya que no se presentaron en el último juego del No Descenso contra Estrella Roja, perdiendo así la categoría automáticamente.

## Palmarés
- Liga de Ascenso de Honduras: 
  - Campeón (1): Clau. 2024-25
  - Subcampeón (5): 1984, 1996, Clau. 2009-10, Clau. 2014-15, Ap. 2023-24.

## Uniforme
- Uniforme titular: Camiseta negra con detalles rojos, pantalón negro, medias negras.
- Uniforme alternativo: Camiseta blanca, pantalón blanco, medias blancas.

### Indumentaria y Patrocinadores
| Período         | Proveedor   |
| --------------- | ----------- |
| 2025 - Presente | Gocas Sport |

| Período         | Patrocinador                                                           |
| --------------- | ---------------------------------------------------------------------- |
| 2025 - Presente | Municipalidad de Siguatepeque Repuestos Acquaroni Ferretería Los Pinos |